# Melgar de Tera (kommunhuvudort)
Melgar de Tera är en kommunhuvudort i Spanien.   Den ligger i provinsen Provincia de Zamora och regionen Kastilien och Leon, i den nordvästra delen av landet, 260 km nordväst om huvudstaden Madrid. Melgar de Tera ligger 748 meter över havet och antalet invånare är 514.
Terrängen runt Melgar de Tera är platt. Runt Melgar de Tera är det glesbefolkat, med 11 invånare per kvadratkilometer. Närmaste större samhälle är Santibáñez de Vidriales, 11,9 km norr om Melgar de Tera. Trakten runt Melgar de Tera består till största delen av jordbruksmark.